# Flughafen Lima

i7
i11
i13

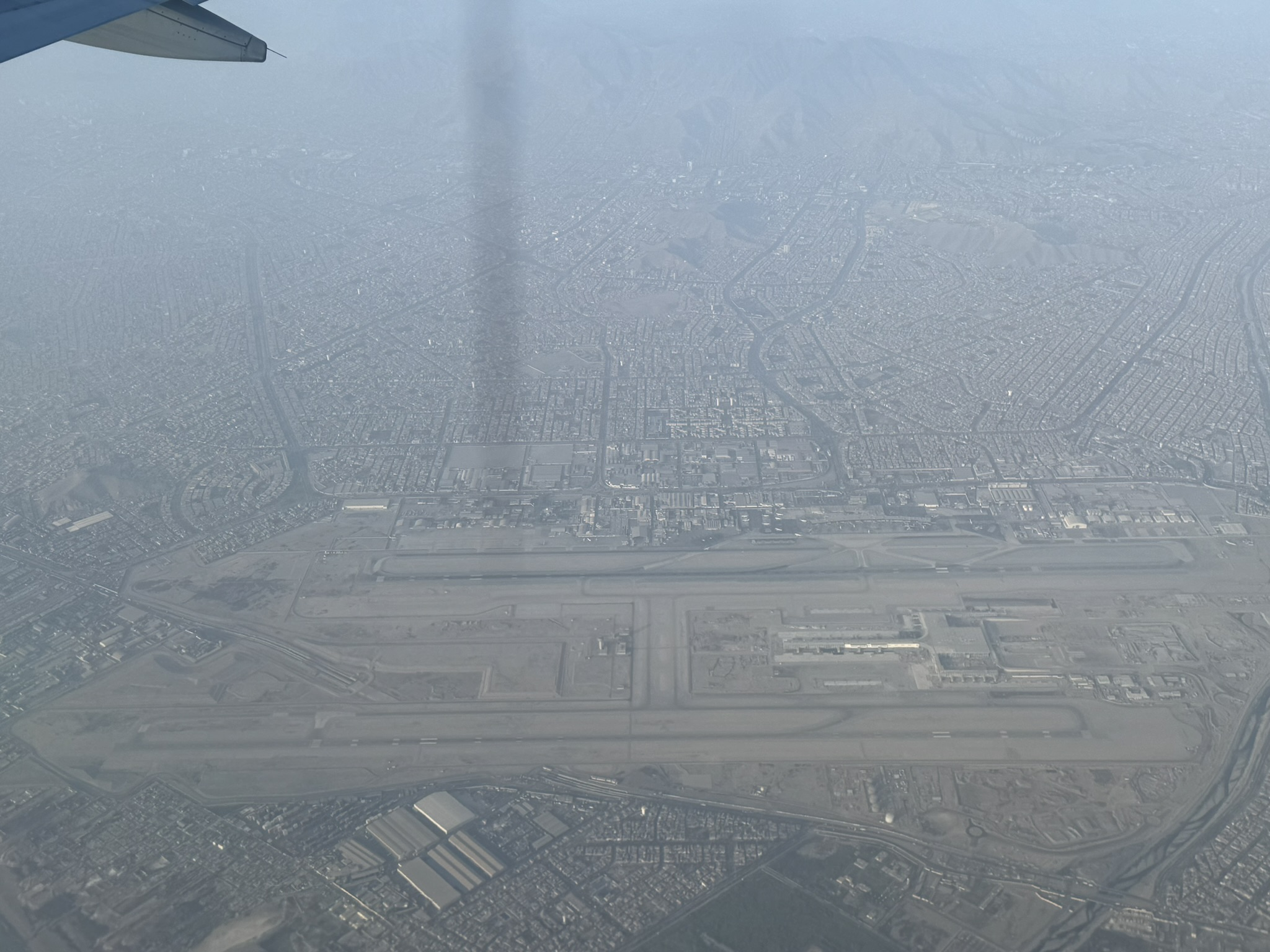
Luftbild (2024) mit dem neuen größeren Passagierterminal vor dessen Eröffnung

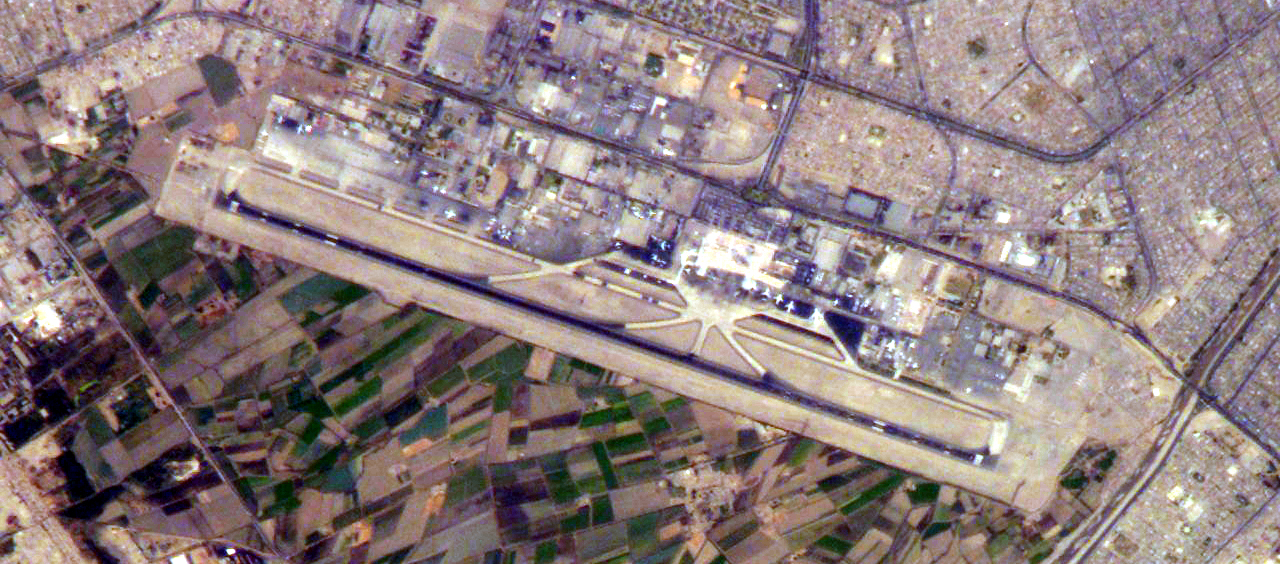
Satellitenaufnahme vor dem Ausbau (2005)

Airport Diagramm LIM vor dem Ausbau

Der Aeropuerto Internacional Jorge Chávez (früher Lima-Callao) ist der Flughafen der peruanischen Hauptstadt Lima. Er liegt am nördlichen Rand in der im Westen angrenzenden Stadt Callao direkt am Pazifischen Ozean, ca. zehn Kilometer vom Stadtzentrum von Lima entfernt. Mit einem Passagieraufkommen von in der Spitze über 20 Mio./Jahr ist er mit Abstand der größte Flughafen von Peru.

## Lage und Verkehrsanbindung
Der Flughafen liegt etwa zehn Kilometer nordwestlich des Stadtzentrums von Lima in Callao. Es gibt zurzeit nur die Möglichkeit per Bus oder Taxi zum Flughafen zu gelangen. Eine Metrolinie (Linie 4) befindet sich momentan im Bau.

## Geschichte
Der Flughafen Lima wurde 1960 eröffnet, um den alten Flughafen Limatambo (im San Isidro) zu ersetzen.
Seit der Privatisierung 2001 wird er von Lima Airport Partners (LAP), einem Joint Venture der Unternehmen AC Capitales SAFI S.A. (10 %), der International Finance Corporation (19,9 %) und Fraport AG Frankfurt Airport Services Worldwide (70,1 %) betrieben und umfassend modernisiert und ausgebaut. Im Jahre 2005 wurde der erste Bauabschnitt mit neuen Abfertigungsbereichen für nationale und internationale Fluggäste und sieben Fluggastbrücken sowie einem Shoppingbereich Peru Plaza abgeschlossen. Im Januar 2009 wurde der zweite Bauabschnitt mit einer zusätzlichen Terminalfläche von 18.000 m² und nun insgesamt 19 Gates fertiggestellt. Auch der Tower und das Vorfeld wurden umgestaltet. Für die Zukunft ist der Bau einer neuen Runway geplant.
Der Flughafen wurde 2014 durch Skytrax zum 6. Mal als bester Flughafen Südamerikas ausgezeichnet.

### Ausbau
Im Zuge eines zwischen der peruanischen Regierung und dem Betreiber im Juli 2017 vereinbarten Ausbauprogrammes sollen ab 2018 1,5 Mrd. Dollar investiert werden. Zunächst sollte eine zweite Start- und Landebahn und später ein neues größeres Passagierterminal, ein neuer Tower und weitere Infrastruktureinrichtungen gebaut werden. Im Gegenzug zu den Investitionen verlängerte die Regierung die Konzession bis 2041 und stellt das erforderliche Land zur Verfügung. Die zweite Start- und Landebahn wurde im April 2023 eröffnet, die Fertigstellung des neuen Terminals war zu diesem Zeitpunkt für 2025 geplant. Das neue Terminal wurde am 30. Mai 2025 eröffnet und am 1. Juni 2025 fand der Umzug vom alten in das neue Terminal statt.

## Fluggesellschaften und Ziele
Der Flughafen, benannt nach dem peruanischen Luftfahrtpionier Jorge Chávez, ist der Stammflughafen der chilenisch-peruanischen Fluggesellschaft LATAM Perú und einiger kleineren regionalen Fluggesellschaften. Für den inländischen Flugverkehr ist er die wichtigste Drehscheibe. International spielt dieser Flughafen eine eher kleinere Rolle.
Im selben Flughafenareal befinden sich die Militärbasen der peruanischen Luftwaffe und Marine. Erstere bietet ebenfalls zivile Flüge in das Inland an, zu meist weniger frequentierten Orten.

## Zwischenfälle
- Am 27. November 1962 verunglückte eine Boeing 707-441 (Luftfahrzeugkennzeichen PP-VJB) im Landeanflug auf den Flughafen Lima-Callao, als sie in die Seite des Berges La Cruz geflogen wurde. Alle 80 Passagiere und die 17 Besatzungsmitglieder wurden getötet. Es konnte nicht ermittelt werden, warum die Maschine von ihrem Kurs abgekommen war.[9]

- Am 8. Mai 1964 wurde eine Douglas DC-4/C-54A-DO der argentinischen Luftstreitkräfte (T-47) bei schlechter Sicht im Anflug auf den Flughafen Lima in eine Sanddüne geflogen. Durch diesen CFIT (Controlled flight into terrain) wurden von den 49 Insassen 46 getötet, sechs Besatzungsmitglieder und 40 Passagiere.[10]

- Am 6. März 1966 fielen an einer Lockheed L-1049 Super Constellation der argentinischen Lineas Aéreas Patagonicas Argentinas, die unter dem US-amerikanischen Kennzeichen N6901C flog, nach dem Abflug vom Flughafen Lima-Callao drei der vier Triebwerke aus. Nach der Notwasserung wurde die Besatzung durch die Mannschaft eines Fischerboots gerettet. Alle drei Besatzungsmitglieder, die einzigen Insassen auf dem Überführungsflug nach Asuncion (Paraguay), überlebten den Unfall.[11]

- Am 27. April 1966 wurde eine Lockheed L-749A Constellation der peruanischen Líneas Aéreas Nacionales (LANSA) (OB-R-771) in einer Höhe von 3840 Metern in den Berg Talaula geflogen, 113 Kilometer südlich des Startflughafens Lima. Die Maschine war auf dem Weg zum Flughafen Cusco (Peru), als sie 25 Minuten nach dem Start und 54 Kilometer abseits der vorgesehenen Strecke in den Berg prallte. Auf der tatsächlich geflogenen Route hätte sie nach der kurzen Flugzeit mit ihrem aktuellen Fluggewicht niemals die Berggipfel überfliegen können. Möglicherweise war der kurzfristig für den Flug eingeteilte US-amerikanische Kapitän nach weniger als 6 Stunden Schlaf übermüdet; jedenfalls war dies schon sein 113. Flug auf dieser Strecke. Auch der 22-jährige Erste Offizier könnte übermüdet gewesen sein, da er in den 30 Tagen vor dem Unfall 136 Flugstunden absolvieren musste, ebenso wie der Flugingenieur mit 126 Stunden. Die einzige mögliche Erklärung, warum die Maschine bei klarem Himmel und sehr guter Sicht in den Berg geflogen wurde, war der Versuch des Kapitäns, um jeden Preis eine Abkürzung zu nutzen, die jedoch aufgrund der Leistungsdaten des Flugzeugs nicht fliegbar war. Bei diesem CFIT (Controlled flight into terrain) wurden alle 49 Insassen, sechs Besatzungsmitglieder und 43 Passagiere, getötet. Nach weiteren Unfällen mit fast 200 Toten wurde der LANSA wegen genereller Sicherheitsprobleme und Fälschung der Aufzeichnungen die Betriebserlaubnis entzogen (siehe auch LANSA-Flug 501).[12][13][14]

- Am 18. November 2022 kollidierte ein Airbus A320neo (CC-BHB) der LATAM Airlines beim Starten auf der Startbahn mit einem Feuerwehrfahrzeug. Während alle 102 Fluggäste und sechs Besatzungsmitglieder überlebten, starben zwei von drei Feuerwehrmännern im getroffenen Wagen. Der dritte erlag Monate später seinen schweren Verletzungen. Der Grund für den Zusammenstoß ist noch unklar. Nach der Kollision mit der rechten Tragfläche fing das rechte Triebwerk Feuer und das rechte Hauptfahrwerk knickte ein (siehe auch LATAM-Perú-Flug 2213).[15][16]

## Verkehrszahlen
| Jahr | Fluggastaufkommen | Luftfracht (Tonnen) | Flugbewegungen |
| ---- | ----------------- | ------------------- | -------------- |
| 2023 | 21.246.660        | 213.775             | 170.515        |
| 2022 | 18.622.646        | 218.567             | 149.793        |
| 2021 | 10.819.010        | 219.203             | 102.005        |
| 2020 | 7.017.414         | 190.365             | 73.255         |
| 2019 | 23.578.600        | 271.326             | 197.857        |
| 2018 | 22.118.454        | 285.637             | 192.694        |
| 2017 | 20.607.443        | 283.702             | 186.826        |
| 2016 | 18.848.207        | 287.826             | 176.865        |
| 2015 | 17.112.001        | 300.686             | 166.392        |
| 2014 | 15.664.993        | 302.406             | 155.094        |
| 2013 | 14.913.314        | 296.517             | 153.122        |
| 2012 | 13.324.379        | 293.675             | 148.325        |
| 2011 | 11.795.863        | 286.641             | 135.083        |
| 2010 | 10.278.493        | 271.794             | 120.496        |